# Imbolo Mbue
Imbolo Mbue, née en 1982 à Limbé, est une écrivaine américano-camerounaise. 

## Biographie
Née en 1982, elle arrive aux États-Unis en 1998. Imbolo Mbue devient titulaire d'un Bachelor of Science obtenu aux États-Unis, à l'université Rutgers, dans le New Jersey. À l’âge de 21 ans, la lecture de l’œuvre de Toni Morrison, Le Chant de Salomon, la convainc d'écrire,. 
Elle publie une première nouvelle "Emke" dans la revue The Threepenny Review. Ce court récit relate, dans un style proche du réalisme magique, les derniers jours de la vie d’un homme africain soigné dans un hôpital américain pour une « maladie du sang ». 
En 2014, à la Foire du livre de Francfort, les plus grands éditeurs américains, convaincus de son talent et de ses potentialités, font monter les enchères pour publier le premier manuscrit de cette jeune camerounaise de 33 ans encore inconnue du public. C'est finalement Random House qui l'obtient pour 1 million de dollars. Pendant deux ans, Imbolo Mbue travaille à améliorer ce manuscrit. Le roman raconte une histoire d’immigration, celle de Jende Jonga et de sa famille venus de Limbé au Cameroun jusqu’à New York pour accéder au "rêve américain". Jende devient chauffeur pour un riche banquier de Lehman Brothers et se trouve ainsi pris dans la tourmente au moment où éclate la crise des subprimes.
Elle obtient la nationalité américaine en 2014.
Le titre « The Longings of Jende Jonga » de ce premier roman est modifié par l'éditeur qui estime que Behold the Dreamers est mieux adapté au marché américain. L’œuvre fait l'objet d'une longue campagne marketing, préparant sa sortie en août 2016 aux États-Unis. En France, c'est l'éditeur Belfond qui l'a pré-acheté, avant même le rendez-vous éditorial de Francfort, et qui le sort également en août 2016. Le roman remporte le PEN/Faulkner Award 2017. Son deuxième roman How Beautiful We Were paru en 2021 chez Random House et publié en français sous le titre Puissions-nous vivre longtemps chez Belfond a reçu le prix littéraire Les Afriques 2022. 
À propos de l’auteur, Jonathan Franzen a écrit : « Imbolo Mbue serait une formidable romancière n’importe où, dans n’importe quelle langue. C’est une chance pour nous qu’elle et ses histoires soient américaines. »

## Œuvre

### Roman
- Behold the Dreamers, 2016[1] Publié en français sous le titre Voici venir les rêveurs, traduit par Sarah Tardy, Paris, Éditions Belfond, coll. « Littérature étrangère », 2016, 300 p.  (ISBN 978-2-7144-7099-7)

Publié en allemand : Das geträumte Land 2017,  (ISBN 978-3-4620-4796-7)
- How Beautiful We Were, 2021 Publié en français sous le titre Puissions-nous vivre longtemps, traduit par Catherine Gilbert, Paris, Éditions Belfond, 2021, 432 p.  (ISBN 978-2714494061)